# Adri Burghout
Adri Burghout (15 november 1959) is een Nederlandse kinderboekenschrijver en illustrator en (kunst)schilder.

## Levenslijn
Burghout groeide op in Meeuwen en volgde havo-onderwijs. Hij werd eerst metselaar, vervolgens machineoperator en daarna marktverkoper. Sinds 1997 is hij illustrator en sinds 2002 doet hij dit fulltime. Schrijven doet hij als hij tijd over heeft. Als kind las hij vaak de boeken van Snuf de hond.
Hij heeft de vereniging KORF opgericht (Kunstenaars Op Reformatorisch Fundament) en is lid van de CvNLS (Club van Nederlandse Luchtvaart Schilders).
In het voorjaar van 2006 werd Burghout namens de SGP raadslid in de toenmalige gemeente Aalburg. Uit protest tegen plannen voor een gemeentelijke herindeling stapte hij in de herfst van 2015 op, maar keerde een jaar later weer terug om de zetel in te nemen van zijn vertrekkende partijgenoot Dert Vlaander. De gemeente Aalburg werd in 2019 opgeheven.
Burghout is getrouwd en vader van vijf kinderen.

## Illustrator
Hij heeft boeken geïllustreerd van onder andere de volgende schrijvers:
- Ben de Raaf
- J.F. van der Poel
- G. Vogelaar
- Roland Kalkman
- Jan van Reenen
- John Bunyan
- J. de Jager
- B.J. van Wijk
- Herman Wilbrink

## Auteur
Hij heeft onder andere de volgende boeken geschreven (en zelf geïllustreerd):
- Helium 3
- Nachthaviken (vanaf 10 jaar)
- De Vuurjuffer (vanaf 12 jaar)
- Op leven en dood (oorlogsroman)
- Het verdwenen document (vanaf 12 jaar)
- Prentenboek Vliegtuigen (alle leeftijden)

Redskins (vanaf 11 jaar)
- Deel 1: Redskins in de knel
- Deel 2: Redskins in gijzeling
- Deel 3: Redskins in vrije val
- Deel 4: Redskins in het vizier

Nomadereeks (vanaf 12 jaar)
- Deel 1: De vlucht van een gazelle
- Deel 2: Geweld op een gletsjer
- Deel 3: Drama op een stuwdam
- Deel 4: De gletsjer geeft zijn geheim prijs

Spannende avonturen met Tim & Tor (vanaf 10 jaar)
- Deel 1: Tim & Tor: Het geheim van de griendkeet
- Deel 2: Tim & Tor: Paniek in de bergen
- Deel 3: Tim & Tor: De geheimzinnige werkplaats
- Deel 4: Tim & Tor: Een vreemde pyromaan
- Deel 5: Tim & Tor: Gevaarlijk vuurwerk
- Deel 6: Tim & Tor: Spanning op de piste
- Deel 7: Tim & Tor: Lawinegevaar
- deel 8: Tim & Tor: De grottenleeuw
- deel 9: Tim & Tor: Heibel op de Galibier
- deel 10: Tim en Tor: Argwaan op Vlieland

Lifeliner 2 (vanaf 10 jaar)
- Deel 1: Lifeliner 2 vliegt te hulp
- Deel 2: Lifeliner 2 krijgt hulp
- Deel 3: Lifeliner 2 en de gekaapte luchtballon
- Deel 4: Lifeliner 2 en het mysterie op Vliegbasis Volkel
- Deel 5: Lifeliner 2 en de cocaïnebende
- Deel 6: Lifeliner 2 en sabotage in de nacht
- Deel 7: Lifeliner 2 Brute chantage
- Deel 8: Lifeliner 2 een plofkraak met gevolgen
- Deel 9: Lifeliner 2 een bizarre crash
- Deel 10: Lifeliner 2 en een vreemd vliegend object
- Deel 11: Lifeliner 2 en de cobrahandel
- deel 12: Lifeliner 2 en een aanslag
- Deel 13: Lifeliner 2 en de Friese eend
- Deel 14: Lifeliner 2 Wanhoop op de Wadden
- Deel 15: Lifeliner 2 Het geheim van Busy Bee
- Deel 16: Lifeliner 2 redding op het randje
- Deel 17: Lifeliner 2 vals spel
- Deel 18: Lifliner 2 een duister complot
- Deel 19: Lifeliner 2 het raadsel van de verdwenen piloot

Piet Storm (vanaf 10 jaar)
- Deel 2: Piet Storm laat zich niet afschepen
- Deel 3: Piet Storm gaat ijskoud door
- Deel 4: Piet Storm race tegen de klok

KNRM
- Raadsels rond de Regules
- Gewetenloze gangsters
- Afzien bij windkracht 10
- Smerige smokkel
- Een aanslag op vlaggetjesdag
- Spanning rond een spookschip

- Nederlandse Thesaurus van Auteursnamen: 162156561
- RKD-Nederlands Instituut voor Kunstgeschiedenis: 237131
- Virtual International Authority File: 311424953